# Kryolitminen i Ivittuut
Kryolitminen i Ivittuut (tidligere retskrivning Kryolitminen i Ivigtût) ligger på den sydlige bred af fjorden Ilorput (Arsukfjord) i kommunen Sermersooq i det sydvestlige Grønland. Minen er 90 meter dyb og er oversvømmet og ligner en sø. En vej forbinder Ivittuut og minen med flådestationen Kangilinnguit, som ligger 4,5 km mod nordøst. Den næste permanent beboede bygd er Arsuk, som ligger 15 km mod vest.
Danske virksomheder udvandt kryolit fra kryolitminen og solgte det i perioden 1854 til 1987 (idet selve driften af hovedminen dog blev indstillet i 1962; der var dog stadig kryolitbeholdninger omkring stedet til at udskibe kryolit de næste mange år). Der var tale om flere forskellige virksomheder i perioden. Kryolith Mine og Handels Selskabet blev stiftet 7. august 1865. Fra 1940 var det  Kryolitselskabet Øresund A/S, der stod for driften med den danske stat som medejer. Kryolitbrydningen på stedet og den videre bearbejdning i København var Grønlands største mineaktivitet gennem historien.

## Økonomi
Kryolitbrydningen i Ivittuut og den videre bearbejdning i København udviklede sig til Grønlands største mineaktivitet gennem historien, indtil den til sidst blev indstillet på grund af en svindende tilbageværende mængde og konkurrencen fra syntetisk kryolit, der efterhånden var blevet mærkbar. I en dokumentar Grønlands hvide guld fra Danmarks Radio har det været angivet den samlede omsætning for kryolitudvindingen omregnet til 2025-kroner at være ca. 800 mia. kroner. Dokumentaren er siden blevet afpubliceret. Der er dog ingen tvivl om, at kryolitudvindingen i en periode har været en særdeles god forretning, men omregning til nutidskroner er som altid problematisk, idet forbrugerpriser, lønninger, statens udgifter og i særdeleshed prisen på kryolit har udviklet sig meget forskelligt i tidsperioden. Der har dog også været væsentlige udgifter i forbindelse med kryolitudvindingen. F.eks. forliste 21 skibe med kryolit på vej fra Grønland til Danmark i de første 50 år af minens drift. I ca. 1908 skrev geologen N.V. Ussing, at staten havde tjent 4-5 mio. kroner på afgifter på kryolitbrydningen, som var pålagt en afgift på 20 %. Han skriver videre: "Afgiften kommer Grønland til Gode, idet den opføres paa den “Grønlandske Handels” Budget". Af en betænkning om Den Kongelige Grønlandske Handel, udgivet samme år, fremgår det, at kryolitafgiften til staten i datidskroner havde udgjort 75.700 kr. pr. år i gennemsnit fra og med 1901 til og med 1905. Af dette beløb gik 36.000 kr. til mission og 36.000 til lægevæsen pr. år. O. B. Bøggild pointerer i 1905 den centrale betydning af kryolitbrydningen: „Kryoliten har stor praktisk Interesse, da den er det eneste Mineral, der for Tiden er Genstand for Brydning i Grønland og det eneste, som nogen Sinde har givet noget større Udbytte.“

### Arbejdsmiljøproblemer
Bearbejdelsen af kryolit på fabrikken på Østerbro viste sig at medføre alvorlige arbejdsmiljøproblemer for de arbejdere, der behandlede råstoffet. Det skyldes, at kryolit indeholder en del fluor, og mange ansatte udviklede derfor fluorose, som medførte en fortykkelse af knoglerne, der gav bevægelsesproblemer.

## Historie

### Opdagelsen af kryolitten
Den grønlandske befolkning havde længe vidst, at der var kryolit i Ivittuut. De brugte mineralet som vægt til deres fiskestænger og som fyldstof til snus. I 1795 rapporterede Heinrich Christian Friedrich Schumacher for første gang om de grønlandske aflejringer. I 1809 blev forekomsterne i Ivittuut undersøgt nærmere af Carl Ludwig Giesecke. I 1823 undersøgte Jöns Jakob Berzelius kryolitten mere detaljeret. I lang tid blev kryolit dog anset for værdiløs, mens sølv og tin blev udvundet tidligt i Ivittuut, som blev fundet i små mængder sammen med kryolit.

### De første år med minedrift
Det var først i 1852, at den unge danske kemiker Julius Thomsen undersøgte Gieseckes prøve og opdagede en metode til at fremstille aluner og natriumcarbonat af kryolit. I 1853 fik han det kongelige danske patent på videreforarbejdning af kryolit, som var gældende i ti år. Det blev dog samtidig fastslået, at kun Den Kongelige Grønlandske Handel måtte udvinde mineralet. I 1850 udgravede købmanden Jacob Henrik Lundt, der havde eneret til minedrift i Grønland, først kryolit i Ivittuut sammen med den engelske ingeniør Joseph Walter Tayler. Inspektør Hinrich Johannes Rink gav udstedsbestyreren af Arsuk til opgave at ophugge den, men der kunne ikke findes noget skib, der kunne føre kryolitten til Danmark. Men fordi Thomsen ikke kunne starte produktionen inden for et år, var patentet i fare for at bortfalde.
I begyndelsen skete brydningen ved, at udstedsbestyreren i Arsuk ved hjælp af grønlandsk arbejdskraft og konebåde bragte små partier kryolit ud til kysten, hvor de blev indladet i handelsskibe, når disse ved besejlingen af nordlige kolonier standsede en ganske kort tid ud for Ivittuut for at tage kryolitten om bord. Disse småpartier var imidlertid ikke tilstrækkelige til at dække efterspørgslen.
Gasværksbestyreren Georg Howitz gik sammen med Thomsen og bad om en forlængelse af fristen. Kryolit blev bragt til Danmark første gang i 1854, men på grund af logistiske problemer nåede ingen yderligere kryolit til Danmark året efter. I januar 1856 bad Thomsen og Howitz om, at de selv fik lov til at udvinde kryolitten og om nødvendigt bringe den hjem til væsentligt højere omkostninger og afgifter. Dette var kun muligt på grund af finansieringen af erhvervsmanden Carl Frederik Tietgen. Regeringen øgede presset på handlen og foreslog, at Thomsen, Howitz og Tietgen selv kom til enighed med inspektøren. Endelig lykkedes det Tietgen selv at overtage udskibningen af kryolitten, og samme år blev det første læs på 103 tons kryolit bragt til Danmark med skib.
Lundt og Tayler så dette med bekymring og troede, at alt, der ikke var kryolit, ikke måtte blive rørt af Thomsen og hans kollegaer, hvilket dog var uundgåeligt.
I 1856 fik Thomsen og Howitz ret til yderligere minedrift i to år, som blev forlænget fra 1858 til 1863. I 1859 begyndte Øresundsfabrikken i København at forarbejde den kryolit, der allerede var udvundet. Fordi Lundt og Tayler samt de to brødre Regnar Westenholz og Anders Peder Westenholz fortsatte med at insistere på deres rettigheder i Ivittuut, og dette også blev godkendt af regeringen, var det økonomiske afkast i starten lavt.
I 1862 skete afrømning af landskabet og brydningen af kryolit i så stor målestok og navnlig med en så stor arbejdsstyrke, som de lokale forhold tillod at bringe i anvendelse. Man lod i dette øjemed et dampskib sejle så tidligt som muligt for at bringe en forøget arbejdsstyrke samt proviant og materialer til flere nye bygninger under opførelse til at rumme den store arbejdsstyrke, det derved nødvendige større proviantforråd og materialer samt at bringe efterretning om tilstanden ved bruddet, for at man derefter kunne ordne befragtning af skibe. Med det første skib 1862 udsendtes 24 mand, som i forening med de 16 arbejdere, der fandtes ved bruddet, bragte den effektive arbejdsstyrke op på 40 mand. Der opførtes en folkebolig til 40 mand, et beboelseshus til forvalteren, et bageri og bryggeri, en vindmølle med pumpeværk; den tidligere bolig for forvalter og den tidligere folkebolig omdannedes til magasin for proviant og lignende. Sygdom i form af skørbug ramte området i vinteren 1862; 14 ansatte døde.
I 1863 blev arbejdet i Ivittuut ramt af vanskeligheder, dels i form af grænsestridigheder mellem ulige koncessionshavere, dels som følge af vandets indtrængen i det østlige brud. Da selskabet af den da ansatte kontrollør, hvis fuldmagter aldrig var blevet det meddelt, blev nægtet lov til at bryde på det sted, hvor forarbejderne allerede var gjort, var man henvist til den mellemste del af kryolitlejet. Følgen blev den, at næsten hele den mængde kryolit, som blev udskibet i 1863, var af så ringe beskaffenhed, at den langt fra formåede at dække årets omkostninger.
I 1864 blev anskaffet en dampmaskine, som ved pumpning kunne holde det østlige brud fri for indtrængende vand, og man kunne foretage brydning i alle de påbegyndte områder, idet der blev bragt orden i forholdet mellem de tidligere koncessionshavere. Der blev i 1863 og 1864 opført et folkehus til 30 mand, et stort pakhus, et maskinhus med værksted og drejebænk og to materielhuse, hvilke med de tidligere opførte bygninger i alt udgjorde 11 store planke- og træbygninger. Desuden blev der til opbevaring af krudt bygget 3 stenbygninger i passende afstand fra de beboede steder. Af større maskiner blev der opstillet 2 dampmaskiner forbundet med 5 pumper, som blev brugt dels til at tømme de åbne brud, som i vinterens løb blev fyldt med vand, dels til at holde bruddene tørre i arbejdstiden.
1865 dannedes Kryolith Mine og Handels Selskabet. Øresundsfabrikken grundlagt af Thomsen og Howitz blev overtaget af Vilhelm Jørgensen og Gustav Adolph Hagemann. Dermed kom der større planmæssighed i arbejdet, ikke alene for det enkelte år men for en årrække. Det første, der blev gjort, var at sikre sig en stab af velegnede funktionærer. Desuden bragte man orden i forholdet til staten, sikrede køb af varer til bruddet, salg af den brudte kryolit og endelig fremskaffedes den fornødne skibstonnage.
I året 1866 holdtes der 43 arbejdere om vinteren og 91 om sommeren. Fra samme år blev der ansat en læge. Den danske missionær i Frederikshåb holdt af og til gudstjeneste for de ansatte under sine embedsrejser. Om sommeren lå der ofte 6-8 skibe under ladning. Optøjer var sjældne. Kontrolløren fik tildelt politimyndighed og kunne udnævne medhjælpere efter behov, men det vigtigste virkemiddel over for de ansatte var, at de uden videre kunne hjemsendes, hvis man var utilfreds med dem. Ordenen imellem dem var derfor i betragtning af omstændighederne endog upåklagelig.
Følgende tal kan belyse mængderne af udskibet kryolit i de tidlige år:
| År   | Skibsladninger | kubikfavne | År   | Skibsladninger | kubikfavne | År   | Skibsladninger | kubikfavne |
| ---- | -------------- | ---------- | ---- | -------------- | ---------- | ---- | -------------- | ---------- |
| 1856 | 1              | 9          | 1861 | 18             | 190        | 1866 | 23             | 505        |
| 1857 | 1              | 21         | 1862 | 25             | 281        | 1867 | 31             | 662        |
| 1858 | 4              | 61         | 1863 | 10             | 140        | 1868 | 25             | 453        |
| 1859 | 5              | 72         | 1864 | 9              | 108        | 1869 | 28             | 582        |
| 1860 | 7              | 121        | 1865 | 25             | 507        | -    | -              | -          |

Kryolitbrydningen fandt sted på et forholdsvis lille område. Hele grundfladen, som blev ryddet ved kryolitbruddets åbning, var kun 250 alen lang og 50 alen bred og lå lige ved strandbredden. Den ragede fra først af nogle få alen op over havfladen, men med tiden blev så store mængder gravet væk, at der kun arbejdedes i en fordybning under dette. Ved dæmninger og damppumper holdt man derefter vand ude. På bakkerne omkring bruddet lå efterhånden 20-30 bygninger til beboelse, arbejdsrum og pakkerum. Efterhånden nåede man op på 4 dampmaskiner, og der blev anlagt nogle små sporveje til tipvogne.
Allerede fra 1857 blev kryolitbrydningen belagt med en afgift til staten, der voksede fra 12 til 20 % af den fra Grønland udskibede kryolit, og som senere blev forandret til en pengeafgift. I de første år udbragtes den rå kryolit til en pris, der steg fra 5 rdl. 38 sk. til 14 rdl. 10 sk. pr. tønde. Senere blev den til afgiftens beregning engang for alle ansat til 600 rdl. pr. kubikfavn.
Den danske regering godkendte udvinding af kryolit under aktieselskabet indtil 1884. Godkendelsen blev derefter forlænget til 1904.
I 1894 stoppede produktionen af natriumcarbonat fra kryolit, fordi billigere metoder var blevet opdaget. Kryolit kunne dog også bruges til emaljering af gryder og kedler samt til fremstilling af mælkeglas. Det var også blevet opdaget, hvordan aluminium kunne fremstilles af kryolit. I 1890'erne forlod over 100 skibe årligt Ivittuut for at eksportere kryolitten til Danmark og til Natrona i USA. I 1904 blev minedriftstilladelsen forlænget til 1924 og i 1914 tidligt til 1940. Minen var et åbent brud, der var 180 m lang, 28 til 65 m bred og 50 m dyb.

### 1900-tallet
Fra 1911 hørte Ivittuut til Arsuk Kommune. Danskernes tilstedeværelse i Ivittuut og deres samkvem med beboerne i Arsuk førte til udbrud af syfilis i Arsuk, hvilket blev så problematisk, at Arsuk var et af de første steder i Grønland, der fik et hospital, og stedet blev fuldstændig isoleret fra resten af landet for at undgå yderligere spredning af sygdommen. Trafikken var også stærkt begrænset mellem Arsuk og Ivittuut.
I 1918 var minebyen Ivittuut endnu større end nogle af kolonierne og var over 300 meter lang. På det tidspunkt boede kun én europæisk familie på fem og tre grønlændere med fast bopæl i Ivittuut. Blandt dem var den danske kontrollør og en grønlandsk kok. Kontrollørens lejlighed er fra 1863 og målte 132 m², var et træhus med fem værelser, køkken og to loftsrum. Kokken boede i et 19 m² stort træhus med to værelser, et udhus og en stald. Der var også i alt 65 bygninger til minearbejdere og til forsyninger, som lager osv. Det betød, at Ivittuut allerede dengang lignede en by. 
Foruden de otte fastboende skiftede resten af befolkningen hvert halve år. I alt var Ivittuut beboet af omkring 120 mennesker om sommeren og 60 mennesker om vinteren. Minearbejderne var for det meste unge, uuddannede danskere fra landet, som lige havde aftjent deres værnepligt. Den 1. oktober 1918 oprettede fagforeningen Dansk Arbejdsmands Forbund en afdeling for minearbejderne i Ivittuut. Den 1. april 1935 oprettede man endvidere en afdeling B, hvorunder messemedhjæpere og såkaldte "stueture", dvs. rengøringsassistenter, organiseredes.
Efter at tilladelsen til Kryolith Mine og Handels Selskabet udløb i 1940, overtog Kryolitselskabet Øresund minedriften som en sammenlægning af det gamle aktieselskab og forarbejdningsfabrikken.
Ved forvaltningsreformen i 1950 blev Ivittuut sin egen kommune, landets klart mindste. I begyndelsen af 1960'erne var forekomsterne ved minen ved at være opbrugt, men kryolit, der allerede var blevet udvundet og lagret i Ivittuut, fortsatte med at blive eksporteret i årevis. 
I 1950’erne var cirka 100 håndværkere og arbejdsmænd samt 20 funktionærer beskæftiget ved bruddet, alle opsendt fra Danmark. Endvidere var der 15-25 grønlandske messemedhjælpere og "stueture". Der var i alt 166 beboere i 1955, Men antallet faldt i 1960'erne. I 1965 var der kun 46 ansatte, heraf 35 danskere, og i alt 71 beboere.
I 1987 blev Ivittuut lukket, fordi malmforekomsterne var opbrugt, og kryolit nu kunne fremstilles syntetisk. 3,5 millioner tons (omkring 1,2 millioner m³) kryolit var blevet udvundet på 122 år, og 80.000 tons malm blev udvundet alene i 1943.
I kryolitmalmen blev der også fundet spor af siderit, galenit, sølv, sphalerit, chalkopyrit, kvarts, topas og fluorit. Ivittuut er også det første opdagelsessted for fx bøggildit, bøgvadit, jarlit, kryolithionit og weberit.

### Minekontrollørerne indtil 1921
Følgende kontrollører var ansat til at lede minedriften i Ivittuut.
- 1864–1865: Jonathan Mathiesen
- 1865–1871: Harald Saxtorph
- 1871–1873: Jonathan Mathiesen
- 1873–1876: Morten Smith Schønheyder
- 1876–1878: Thorvald Vilhelm Christian Nørregaard
- 1878–1882: Ulrik Frederik Rosing
- 1882–1883: Balduin Fernando Sørensen (konst.)
- 1883–1884: Ulrik Frederik Rosing
- 1884–1886: Oscar Peter Cornelius Kock
- 1886–1892: Valdemar Møller
- 1892–1898: Carl Emil Basse
- 1898–1899: John Christian Gustav Baumann
- 1899–1902: Oluf Hastrup
- 1902–1903: Jacob Johan Jantzen
- 1903–1914: Axel Carl Emil Petersen
- 1914–1915: Poul Hermann Ibsen (konst.)
- fra 1915: Axel Carl Emil Petersen